# ملعب لا أرودا
ملعب لا أرودا هو ملعب متعدد الاستخدام يقع في مدينة ريسيفي البرازيلية . غالبا ما يتم استخدامه لمباريات كرة القدم . يسع الملعب لجلوس 60,044 متفرج . يعتبر الملعب الرسمي الذي يخوض فيه نادي سانتا كروز مبارياته . تم افتتاح الملعب في سنة 1972 .